# ウルトラマンメビウス外伝 ヒカリサーガ
『ウルトラマンメビウス外伝 ヒカリサーガ』（ウルトラマンメビウスがいでん ヒカリサーガ）は、2006年から2007年にかけてインターネット配信によって公開された、円谷プロダクションの制作による特撮ドラマ。全3話。日本初のインターネット配信による特撮ドラマである。
NTTグループのNTT東日本のフレッツユーザー向けコンテンツサイト「フレッツ・スクウェア」およびNTTグループのインターネットポータルサイトgooにてインターネットテレビとしての配信が、2006年6月30日から2007年3月31日にかけて行われた。

## 概要
『ウルトラマンメビウス』の映像作品においての初の外伝。ウルトラマンヒカリを主人公としたスピンオフドラマであり、テレビシリーズの第5話・第17話・第34話に紐づいた内容となっている。
フレッツ・スクウェアでの配信はNTT東日本エリアのフレッツユーザーのみ利用可能で、視聴料金は無料。gooではgooIDとgooらくらく決済に登録したうえで料金を支払う必要がある。2007年5月15日から、goo独占で再配信されていた。
ATP賞テレビグランプリ2006にて、デジタルコンテンツ賞奨励賞を受賞した。

## 製作
誕生40周年を迎えたウルトラシリーズを配信することにより、（当時はまだ完全普及前だった）光ブロードバンド回線をメディアとして発展する効果も期待できるという、円谷プロとNTT東日本の思いが一致したことによる製作経緯を持つ。
監督はテレビシリーズの特技監督を務めた菊地雄一、脚本もテレビシリーズを手掛けた小林雄次が担当。スタッフ編成はテレビシリーズとは別に組んでいる。
低予算だったためにホリゾントは使用せず、グリーンバックで撮影してCG背景を合わせる手法が中心となっており、背景つきのミニチュアセットも一部のハイライトで使用されている。菊地は本作品に先駆けてテレビシリーズ第9話で惑星アーブのシーンも撮影しているが、この時点では本作品との連動は考慮していなかったため、異なる描写となっている。
小林は本作品のコンセプトについて、ウルトラ戦士をジェダイになぞらえたウルトラ版『スター・ウォーズ』と述べている。SAGA3でのヒカリがウルトラの父らと対話するシーンは映画『スーパーマン』の裁判シーンをイメージしている。

## 声の出演
- ウルトラマンヒカリ：難波圭一
- ウルトラマンキング、ババルウ星人：清川元夢
- ゾフィー：田中秀幸
- ウルトラの父：西岡徳馬
- ウルトラの母：池田昌子
- アーブの民：小倉優子
- 謎の老人：外島孝一

## スタッフ
- 監修・製作：円谷一夫
- 製作統括：大岡新一
- 企画：森島恒行、江藤直行、加藤直次、井上政幸
- プロデューサー：渋谷浩康、表有希子、岡崎剛之、山西太平
- 監督：菊地雄一
- 脚本：小林雄次
- 音楽プロデューサー：玉川静
- 音楽：佐橋俊彦

## 主題歌
「Radiance〜ウルトラマンヒカリのテーマ〜」
作詞・作曲：高取ヒデアキ / 編曲：籠島裕昌 / 歌：Project DMM

## 作品リスト
怪獣の詳細はリンク先を参照。
| 話数  | タイトル     | 登場怪獣・宇宙人                          | ゲストのウルトラマン                                  | 公開日         | 備考                                                     |
| ----- | ------------ | ----------------------------------------- | ----------------------------------------------------- | -------------- | -------------------------------------------------------- |
| SAGA1 | アーブの悲劇 | アーブの民 ボガール ファントン星人（2体） | ウルトラマンキング（謎の老人）                        | 2006年 6月30日 | テレビシリーズ第5話「逆転のシュート」の前日譚。          |
| SAGA2 | 勇者の試練   | ベムスター（2体）                         | ゾフィー ウルトラマンキング                           | 8月7日         | テレビシリーズ第17話「誓いのフォーメーション」の後日譚。 |
| SAGA3 | 光の帰還     | ババルウ星人 ニセウルトラマンメビウス     | ウルトラの父 ウルトラの母 ゾフィー ウルトラマンキング | 11月20日       | テレビシリーズ第35話「群青の光と影」の前日譚。           |

## 映像ソフト
2007年10月26日に全3話を収録したDVDが発売された。作品解説書「HIKARI FILE」と書き下ろしイラストノベル「ザ・ウルトラマンヒカリ」が封入されている。
2012年12月21日に発売された『ウルトラマンメビウス TV & OV COMPLETE DVD-BOX』にも収録された。